# Ґлазув (Західнопоморське воєводство)
Ґлазув (пол. Głazów, нім. Glasow) — село в Польщі, у гміні Мислібуж Мисліборського повіту Західнопоморського воєводства.
Населення — 389 осіб (2011).
У 1975-1998 роках село належало до Гожовського воєводства.

## Демографія
Демографічна структура станом на 31 березня 2011 року:
|          | Загалом | Допрацездатний вік | Працездатний вік | Постпрацездатний вік |
| -------- | ------- | ------------------ | ---------------- | -------------------- |
| Чоловіки | 205     | 45                 | 138              | 22                   |
| Жінки    | 184     | 44                 | 99               | 41                   |
| Разом    | 389     | 89                 | 237              | 63                   |